# Luna (interfejs graficzny)
Luna – domyślny styl pulpitu systemu Windows XP. Jest pierwszym stylem graficznym (opartym na bitmapach) w historii stylów do systemów Windows.
Pierwsza wersja Luny pojawiła się w 2001 roku w systemie Windows XP. Użytkownik miał do wyboru trzy schematy kolorystyczne – niebieski, oliwkowozielony i srebrny. Domyślną tapetą tego stylu była grafika o nazwie Idylla (org. Bliss).
Drugą, nieco odświeżoną wersję Luny firma Microsoft, producent Windows, wprowadził na rynek w 2004 roku razem z systemem operacyjnym Windows XP Media Center Edition. Została ona nazwana Royale i uzyskała znacznie nowocześniejszy i czystszy wygląd. 
Następcą interfejsu Luna jest Windows Aero dostępny od wersji Windows Vista.